# Sainte-Croix, Dordogne

Sainte-Croix este o comună în departamentul Dordogne din sud-vestul Franței. În 2009 avea o populație de 87 de locuitori.

## Evoluția populației
| An        | 1975 | 1982 | 1990 | 1999 | 2006 | 2009 |
| --------- | ---- | ---- | ---- | ---- | ---- | ---- |
| Populație | 91   | 84   | 94   | 95   | 94   | 87   |